# Calendario della stagione femminile di ciclocross 2012-2013
Il calendario della stagione femminile di ciclocross 2012-2013 raggruppa tutti gli eventi di ciclocross del programma UCI, tra l'8 settembre 2012 e il 24 febbraio 2013.
Le prove individuale sono classificate in tre categorie: la più alta include le prove della Coppa del mondo (CDM), che danno luogo a una classifica a parte. Seguono le categorie C1 e C2, che attribuiscono punti per la classifica mondiale.

## Calendario

### Settembre
| Data | Prova                                                                 | Cat. | Vincitore                 | Squadra                         |
| ---- | --------------------------------------------------------------------- | ---- | ------------------------- | ------------------------------- |
| 8    | Rohrbach's Ellison Park Cyclocross 1, Rochester                       | 2    | Helen Wyman               | Kona Factory                    |
| 9    | Rohrbach's Ellison Park Cyclocross 2, Rochester                       | 2    | Helen Wyman               | Kona Factory                    |
| 15   | Nittany Lion Cross 1, Breinigsville                                   | 2    | Helen Wyman               | Kona Factory                    |
| 15   | New England Cyclo-Cross Series #1 - Catamount Grand Prix 1, Williston | 2    | Crystal Anthony           | Cyclocrossworld.com             |
| 16   | Süpercross Baden, Baden                                               | C1   | Marlène Morel-Petitgirard | VC de Morteau-Montbenoit        |
| 16   | Nittany Lion Cross 2, Breinigsville                                   | 2    | Christel Ferrier-Bruneau  | Béziers Méditerranée Cyclisme   |
| 16   | New England Cyclo-Cross Series #2 - Catamount Grand Prix 2, Williston | 2    | Crystal Anthony           | Cyclocrossworld.com             |
| 19   | Cross After Dark Series #1 - CrossVegas, Las Vegas                    | C1   | Sanne van Paassen         | Rabobank-Giant Off-Road         |
| 22   | USGP of Cyclocross #1 - Planet Bike Cup 1, Sun Prairie                | C1   | Katherine Compton         | Trek Cyclocross                 |
| 22   | Charm City Cross 1, Baltimora                                         | 2    | Helen Wyman               | Kona Factory                    |
| 23   | Charm City Cross 2, Baltimora                                         | 2    | Helen Wyman               | Kona Factory                    |
| 23   | USGP of Cyclocross #2 - Planet Bike Cup 2, Sun Prairie                | 2    | Katherine Compton         | Trek Cyclocross                 |
| 26   | Cross After Dark Series #2 - Gateway Cross Cup, Saint Louis           | 2    | Katherine Compton         | Trek Cyclocross                 |
| 29   | NEPCX #1 - Gran Prix of Gloucester 1, Gloucester                      | C1   | Helen Wyman               | Kona Factory                    |
| 29   | Fidea GP Neerpelt, Neerpelt                                           | 2    | Sanne Cant                | Enertherm-BKCP Veldtritacademie |
| 30   | Vlaamse Industrieprijs Bosduin, Kalmthout                             | C1   | Nikki Harris              | Young Telenet-Fidea             |
| 30   | Radcross Illnau, Illnau                                               | 2    | Christel Ferrier-Bruneau  | Béziers Méditerranée Cyclisme   |
| 30   | NEPCX #2 - Gran Prix of Gloucester 2, Gloucester                      | 2    | Helen Wyman               | Kona Factory                    |

### Ottobre
| Data | Prova                                                                      | Cat. | Vincitore             | Squadra              |
| ---- | -------------------------------------------------------------------------- | ---- | --------------------- | -------------------- |
| 6    | NEPCX #3 - Providence Cyclo-cross Festival 1, Providence                   | C1   | Helen Wyman           | Kona Factory         |
| 7    | Superprestige #1 - Cyclocross Ruddervoorde, Ruddervoorde                   | C1   | Nikki Harris          | Young Telenet-Fidea  |
| 7    | NEPCX #4 - Providence Cyclo-cross Festival 2, Providence                   | C2   | Helen Wyman           | Kona Factory         |
| 13   | USGP of Cyclocross #3 - New Belgium Cup 1, Fort Collins                    | C1   | Katherine Compton     | Trek Cyclocross      |
| 14   | Challenge la France Cycliste de Cyclo-Cross #1, Saverne                    | C2   | Lucie Chainel-Lefèvre |                      |
| 14   | USGP of Cyclocross #4 - New Belgium Cup 2, Fort Collins                    | C2   | Katherine Compton     | Trek Cyclocross      |
| 20   | New England Cyclo-Cross Series #3 - Downeast Cyclo-cross 1, New Gloucester | C2   | Crystal Anthony       | Cyclocrossworld.com  |
| 20   | Spooky Cross Weekend - Day 1, Fairplex Park, Pomona                        | C2   | Teal Stetson-Lee      | Luna                 |
| 21   | New England Cyclo-Cross Series #4 - Downeast Cyclo-cross 2, New Gloucester | C2   | Crystal Anthony       | Cyclocrossworld.com  |
| 21   | Spooky Cross Weekend - Day 2, Fairplex Park, Pomona                        | C2   | Elle Anderson         | LadiesFirst Racing   |
| 21   | Coppa del mondo #1 - Cyklokros Tábor, Tábor                                | CDM  | Sanne van Paassen     | Stichting Rabo Women |
| 23   | Kiremko Nacht van Woerden, Woerden                                         | C2   | Sanne van Paassen     | Stichting Rabo Women |
| 27   | Colorado Cross Classic, Boulder                                            | C2   | Georgia Gould         | Luna                 |
| 28   | Victory Circle Graphix Boulder Cup, Boulder                                | C2   | Georgia Gould         | Luna                 |
| 28   | HPCX, Jamesburg                                                            | C2   | Arley Kemmerer        |                      |
| 28   | Coppa del mondo #2 - Cyklokros Plzeň, Plzeň                                | CDM  | Katherine Compton     | Trek Cyclocross      |

### Novembre
| Data | Prova                                                                       | Cat. | Vincitore                | Squadra                         |
| ---- | --------------------------------------------------------------------------- | ---- | ------------------------ | ------------------------------- |
| 1    | Bpost Bank Trofee #1 - Koppenbergcross, Oudenaarde                          | C1   | Helen Wyman              | Kona Factory                    |
| 2    | Cincy3 Darkhorse Cyclo-Stampede, Covington                                  | C2   | Katherine Compton        | Trek Cyclocross                 |
| 3    | NEPCX #5 - The Cycle-Smart International 1, Northampton                     | C2   | Mary McConneloug         | Kenda/Seven/Notubes             |
| 3    | Cross After Dark Series #3 - Cincy 3 - Lionhearts International, Middletown | C2   | Katherine Compton        | Trek Cyclocross                 |
| 3    | Campionati europei, Ipswich                                                 | CC   | Helen Wyman              | Royaume-Uni                     |
| 4    | Superprestige #2 - Cyclocross Zonhoven, Zonhoven                            | C1   | Sanne Cant               | Enertherm-BKCP Veldtritacademie |
| 4    | Harbin Park International, Cincinnati                                       | C1   | Katherine Compton        | Trek Cyclocross                 |
| 4    | NEPCX #6 - The Cycle-Smart International 2, Northampton                     | C2   | Crystal Anthony          | Cyclocrossworld.com             |
| 10   | USGP of Cyclocross #5 - Derby City Cup 1, Louisville                        | C1   | Katherine Compton        | Trek Cyclocross                 |
| 10   | Jaarmarktcross Niel, Niel                                                   | C2   | Nikki Harris             | Young Telenet-Fidea             |
| 11   | Superprestige #3 - Bollekescross, Hamme-Zogge                               | C1   | Sanne van Paassen        | Stichting Rabo Women            |
| 11   | Entega City Cross Cup, Lorsch                                               | C2   | Hanka Kupfernagel        | RusVelo Women                   |
| 11   | Internationales Radquer Frenkendorf, Frenkendorf                            | C2   | Jasmin Achermann         | Rapha-Focus                     |
| 11   | USGP of Cyclocross #6 - Derby City Cup 2, Louisville                        | C2   | Katherine Compton        | Trek Cyclocross                 |
| 16   | The Jingle Cross Rock - Rock 1, Iowa City                                   | C2   | Helen Wyman              | Kona Factory                    |
| 17   | Super Cross Cup 1, East Meadow                                              | C2   | annullato                |                                 |
| 17   | The Jingle Cross Rock - Rock 2, Iowa City                                   | C2   | Helen Wyman              | Kona Factory                    |
| 18   | Superprestige #4 - Cyclocross Gavere, Gavere                                | C1   | Nikki Harris             | Young Telenet-Fidea             |
| 18   | The Jingle Cross Rock - Rock 3, Iowa City                                   | C1   | Helen Wyman              | Kona Factory                    |
| 18   | Shinshu Cyclocross Nobeyama Kogen Round, Nagano                             | C2   |                          |                                 |
| 18   | Challenge la France Cycliste de Cyclo-Cross #2, Besançon                    | 2    | Christel Ferrier-Bruneau | Béziers Méditerranée Cyclisme   |
| 18   | Flückiger Cross Madiswil, Madiswil                                          | C2   | Jasmin Achermann         | Rapha-Focus                     |
| 18   | Super Cross Cup 2, East Meadow                                              | C2   | annullato                |                                 |
| 18   | BC Grand Prix of Cyclo-cross, Steveston                                     | C2   | Mical Dyck               |                                 |
| 24   | Baystate Cyclo-cross 1, Sterling                                            | C2   | Crystal Anthony          | Cyclocrossworld.com             |
| 24   | Coppa del mondo #3 - Duinencross, Koksijde                                  | CDM  | Katherine Compton        | Trek Cyclocross                 |
| 25   | Superprestige #5 - Cyclocross Gieten, Gieten                                | C1   | Helen Wyman              | Kona Factory                    |
| 25   | Baystate Cyclo-cross 2, Sterling                                            | C2   | Elle Anderson            |                                 |
| 25   | Kansai Cyclo Cross Yasu Round, Yasu City                                    | C2   | Ayako Toyooka            |                                 |

### Dicembre
| Data | Prova                                                              | Cat. | Vincitore              | Squadra                  |
| ---- | ------------------------------------------------------------------ | ---- | ---------------------- | ------------------------ |
| 1    | NEPCX #7 - NBX Gran Prix of Cross 1, Warwick                       | C2   | Laura Van Gilder       | Mellow Mushroom          |
| 1    | Cross After Dark Series #4 - CXLA Weekend 1, Los Angeles           | C2   | Kateřina Nash          | Luna Pro Team            |
| 2    | Cross After Dark Series #5 - CXLA Weekend 2, Los Angeles           | C2   | Kateřina Nash          | Luna Pro Team            |
| 2    | NEPCX #8 - NBX Gran Prix of Cross 2, Warwick                       | C2   | Laura Van Gilder       | Mellow Mushroom          |
| 2    | Coppa del mondo #4 - Grand Prix Lille Métropole, Roubaix           | CDM  | Katherine Compton      | Trek Cyclocross          |
| 8    | USGP of Cyclocross #7 - Deschutes Cup, Bend                        | C1   | Kateřina Nash          | Luna Pro Team            |
| 8    | Scheldecross, Anversa                                              | C1   | Katherine Compton      | Trek Cyclocross          |
| 8    | Super Cross Cup #1, East Meadow                                    | C2   | Laura Van Gilder       | Mellow Mushroom          |
| 8    | Ciclocross del Ponte, Faè di Oderzo                                | C2   | Jasmin Achermann       |                          |
| 8    | Campionati cechi junior, Louny                                     | CN   | Pavla Havlikova        |                          |
| 9    | Vlaamse Druivenveldrit, Overijse                                   | C1   | Katherine Compton      | Trek Cyclocross          |
| 9    | Challenge la France Cycliste de Cyclo-Cross #3, Pontchâteau        | C2   | Pauline Ferrand-Prévot |                          |
| 9    | Frankfurter Rad-Cross, Francoforte sul Meno                        | C2   | Hanka Kupfernagel      |                          |
| 9    | Super Cross Cup #2, East Meadow                                    | C2   | Laura Van Gilder       | Mellow Mushroom          |
| 9    | USGP of Cyclocross #8 - Deschutes Cup, Bend                        | C2   | Kateřina Nash          | Luna Pro Team            |
| 9    | Campionati giapponesi                                              | CN   | Sakiko Miyauchi        | Club Viento              |
| 15   | North Carolina Grand Prix #1, Hendersonville                       | C2   | Amanda Carey           | Volkswagen Boise Cycling |
| 16   | Cyclocross Leuven, Lovanio                                         | C1   | Sanne Cant             | IKO Enertherm-BKCP       |
| 16   | North Carolina Grand Prix #2, Hendersonville                       | C2   | Amanda Carey           | Volkswagen Boise Cycling |
| 16   | Campionati slovacchi                                               | CN   | Tereza Medvedová       |                          |
| 22   | Bpost Bank Trofee #4 - GP Rouwmoer, Essen                          | C1   | Sanne Cant             | IKO Enertherm-BKCP       |
| 23   | Coppa del mondo #5 - Cyclo-cross de la Citadelle, Namur            | CDM  | Katherine Compton      | Trek Cyclocross          |
| 26   | Internationales Radquer Dagmersellen, Dagmersellen                 | C2   | Katrin Leumann         |                          |
| 26   | Coppa del mondo #6 - Grote Prijs Eric De Vlaeminck, Heusden-Zolder | CDM  | Marianne Vos           |                          |
| 28   | Bpost Bank Trofee #5 - Azencross, Loenhout                         | C1   | Sanne Cant             | IKO Enertherm-BKCP       |
| 30   | Superprestige #6 - Cyclocross Diegem, Diegem                       | C1   | Kateřina Nash          | Luna Pro Team            |
| 30   | GP 5 Sterne Region, Beromünster                                    | C2   | Jasmin Achermann       |                          |

### Gennaio
| Data | Prova                                                            | Cat. | Vincitore      | Squadra                      |
| ---- | ---------------------------------------------------------------- | ---- | -------------- | ---------------------------- |
| 1    | Bpost Bank Trofee #6 - Grote Prijs Sven Nys, Baal                | C1   | Kateřina Nash  | Luna                         |
| 1    | Grand Prix Hotel Threeland, Pétange                              | C2   | Marianne Vos   | Stichting Rabo Women         |
| 2    | Cyclo Cross Bussnang, Beromünster                                | C2   | Katrin Leumann |                              |
| 3    | Centrumcross, Surhuisterveen                                     | C2   | Marianne Vos   | Stichting Rabo Women         |
| 5    | Chicago Cyclocross Cup New Year's Resolution 1, Bloomingdale     | C2   | Elle Anderson  |                              |
| 6    | Coppa del mondo #7 - Memorial Romano Scotti, Roma                | CDM  | Marianne Vos   | Stichting Rabo Women         |
| 6    | Chicago Cyclocross Cup New Year's Resolution 2, Bloomingdale     | C2   | Arley Kemmerer | C3-Athletes Serving Athletes |
| 14   | Cyclocross Otegem, Otegem                                        | C2   | Marianne Vos   | Rabobank Liv/Giant           |
| 19   | Internationale Cyclo-Cross Rucphen, Rucphen                      | C2   | Marianne Vos   | Rabobank Liv/Giant           |
| 20   | Coppa del mondo #8 - Grote Prijs Adrie van der Poel, Hoogerheide | CDM  | Marianne Vos   | Rabobank Liv/Giant           |
| 26   | Cincinnati Kings International, Cincinnati                       | C2   | Kateřina Nash  | Luna                         |
| 27   | Gran Premio Mamma e Papà Guerciotti, Milano                      | C2   | Eva Lechner    |                              |

### Febbraio
| Data | Prova                                                           | Cat. | Vincitore         | Squadra            |
| ---- | --------------------------------------------------------------- | ---- | ----------------- | ------------------ |
| 2    | Campionati del mondo under 23, Louisville                       | CM   | Marianne Vos      | Paesi Bassi        |
| 9    | Bpost Bank Trofee #5 - Krawatencross, Lille                     | C1   | Marianne Vos      | Rabobank Liv/Giant |
| 10   | Superprestige #7 - Vlaamse Aardbeiencross, Hoogstraten          | C1   | Sanne Cant        | IKO Enertherm-BKCP |
| 16   | Superprestige #8 - Noordzeecross, Middelkerke                   | C1   | Sanne Cant        | IKO Enertherm-BKCP |
| 17   | Boels Classic Internationale Cyclo-cross Heerlen, Heerlen       | C1   | Sanne van Paassen | Stichting Rabo     |
| 23   | Cauberg Cyclocross, Valkenburg aan de Geul                      | C1   | Ellen Van Loy     | Melbotech Prorace  |
| 24   | Bpost Bank Trofee #6 - Internationale Sluitingsprijs, Oostmalle | C1   | Sanne Cant        | IKO Enertherm-BKCP |

## Campionati nazionali
| Prova           | Data                       | Vincitrice            |
| --------------- | -------------------------- | --------------------- |
| Austria         | 13 gennaio 2013            | Nadja Heigl           |
| Belgio          | 12-13 gennaio 2013         | Sanne Cant            |
| Canada          | 17 novembre 2012           | Mical Dyck            |
| Croazia         | 13 gennaio 2013            | Antonela Ferenčić     |
| Danimarca       | 13 gennaio 2013            | Margriet Kloppenburg  |
| Finlandia       | 14 ottobre 2012            | Maija Rossi           |
| Francia         | 12-13 gennaio 2013         | Lucie Chainel-Lefèvre |
| Germania        | 12-13 gennaio 2013         | Trixi Worrack         |
| Giappone        | 9 dicembre 2012            | Sakiko Miyauchi       |
| Gran Bretagna   | 13 gennaio 2013            | Nikki Harris          |
| Italia          | 13 gennaio 2013            | Eva Lechner           |
| Lussemburgo     | 13 gennaio 2013            | Christine Majerus     |
| Nuova Zelanda   | 24 agosto 2013             |                       |
| Paesi Bassi     | 13 gennaio 2013            | Marianne Vos          |
| Polonia         | 13 gennaio 2013            | Magdalena Pyrgies     |
| Portogallo      | 13 gennaio 2013            | Isabel Caetano        |
| Repubblica Ceca | 8 dicembre-12 gennaio 2013 | Pavla Havlíková       |
| Serbia          | 19 gennaio 2013            | Jovana Crnogorac      |
| Slovacchia      | 16 dicembre 2012           | Tereza Medvedová      |
| Spagna          | 13 gennaio 2013            | Lucia González Blanco |
| Stati Uniti     | 13 gennaio 2013            | Katherine Compton     |
| Svezia          | 3 novembre 2012            | Åsa Maria Erlandsson  |
| Svizzera        | 13 gennaio 2013            | Jasmin Achermann      |
| Ungheria        | 12 gennaio 2013            | Anita Orosz           |